# Antonio Mattiazzo
Antonio Mattiazzo (Cavarzere, Itália, 20 de abril de 1940) é um prelado italiano da Igreja Católica que foi bispo de Pádua e arcebispo titular de 1989 a 2015. Trabalhou no serviço diplomático da Santa Sé e foi Núncio Apostólico na Costa do Marfim, Burkina Faso e Níger de 1985 a 1989.

## Biografia
Antonio Mattiazzo nasceu em 20 de abril de 1940 em Cavarzere, Itália, para onde sua família viajou de sua cidade natal, Saletto, em busca de trabalho. Entrou no seminário de Pádua em 1951 e foi ordenado sacerdote em 5 de julho de 1964.
Para se preparar para a carreira diplomática, ingressou na Pontifícia Academia Eclesiástica em 1964. Estudou também na Pontifícia Universidade Lateranense. Suas primeiras funções no serviço diplomático incluíram períodos na Nicarágua, nos Estados Unidos, no Brasil, na França e em Roma, nos escritórios da Secretaria de Estado da Santa Sé.
Em 16 de novembro de 1985, o Papa João Paulo II o nomeou arcebispo titular de Virunum, Núncio Apostólico na Costa do Marfim e Pró-Núncio Apostólico em Burkina Faso e Níger. Recebeu a consagração episcopal em 14 de dezembro de 1985 do Cardeal Agostino Casaroli.
Em 5 de julho de 1989, João Paulo II o nomeou bispo de Pádua com o título pessoal de arcebispo. Foi instalado ali em 17 de setembro. O Papa Francisco aceitou a sua renúncia em 18 de julho de 2015.